# 八馬眞治
八馬 眞治（八馬 真治、はちうま しんじ、1909年〈明治42年〉10月10日 - 1976年〈昭和51年〉1月9日）は、日本の実業家。多聞酒造社長。

## 経歴
兵庫県西宮市出身。海運業・八馬永蔵の六男。1932年、早稲田大学経済学科卒業。1942年、八馬汽船、1943年、西宮酒造各監査役。1949年、八馬汽船取締役。
灘五郷酒造組合理事長、日本酒造組合中央会評議員、西宮商工会議所常議員、西宮カントリークラブ理事をつとめる。また多聞有限社員である。

## 人物
三代八馬兼介、八馬安二良、八馬駒雄の弟。
趣味は庭球。宗教は真宗。住所は兵庫県芦屋市平田町、西宮市大井手町。

## 栄典
- 1973年 - 藍綬褒章[3]

## 家族・親族
八馬家
- 妻（神奈川、増田増太郎の長女）[2]
- 長女[5]
- 二女[5]
- 長男[3][5]
- 二男[3][5]

親戚
- 義父・増田増太郎（増田製粉所会長）